# Anomalisa
Anomalisa är en amerikansk dramatisk stop motion-film från 2015 i regi av Charlie Kaufman och Duke Johnson. Kaufman har även skrivit manus som bygger på hans pjäs från 2005 med samma namn. Filmen hade festivalpremiär 4 september 2015 på Telluride Film Festival och biopremiär i USA 30 december 2015. I Sverige hade filmen premiär 12 februari 2016.
Inför Oscarsgalan 2016 nominerades Anomalisa kategorin Bästa animerade film. Den nominerades även i samma kategori vid Golden Globe-galan 2016 samt till fem Annie Awards. Vid Filmfestivalen i Venedig 2015 blev filmen den första animerade filmen någonsin att vinna stora jurypriset.

## Handling
Filmen skildrar en ensam författare av självhjälpsböcker som betraktar alla andra människor som identiska tills han träffar en unik kvinna på ett hotell.

## Produktionen
Med hjälp av crowdfunding fick produktionen ihop startkapital på drygt tre miljoner kronor som räckte till förproduktionen, att skapa storyboard och att tillverka några prototyper. Filmen tog tre år att göra och de kunde i snitt spela in några sekunder om dagen. En verklighetstrogen sexscen mellan huvudpersonerna tog sex månader att skapa. I filmen finns ingen datoranimation inblandad utan allt byggdes upp på riktigt, bland annat byggdes 10 identiska hotellrum upp för att kunna spela in scener parallellt. Dockorna är gjorde av silikon i 3D-skrivare och deras utseenden är baserade på verkliga människor.

## Röster
- David Thewlis – Michael Stone
- Jennifer Jason Leigh – Lisa Hesselman
- Tom Noonan – alla andra